# Etalvia Cashin
Etalvia Vashe Cashin (* 9. August 1989 in Houston, Texas) ist eine US-amerikanische Schauspielerin.

## Leben
Cashin wurde am 9. August 1989 in Houston geboren. Sie ist französisch-kreolischer Abstammung, hat aber auch Vorfahren von der Elfenbeinküste, aus Irland, Spanien und indigenen Völkern Amerikas. Sie ist bilingual mit Englisch und Spanisch aufgewachsen. Mit vier Jahren besuchte sie eine Schule für darstellende Künste. Mit 17 erhielt sie ein Stipendium für Business Marketing und Theaterkunst an der Loyola Marymount University in Los Angeles. 2007 spielte sie im Kurzfilm True mit. Es folgten Nebenrollen in den großen Filmproduktionen Star Trek und Date Night – Gangster für eine Nacht. 2011 war sie als eine der Hauptdarstellerinnen im Kurzfilm Okechukwu zu sehen, der unter anderen auf dem Hollywood Black Film Festival, dem Roxbury Film Festival und dem Texas Black Film Festival gezeigt wurde. 2014 spielte sie in der Action-Komödie Stretch mit, ehe sie als Heather im Horrorfilm Killer Beach mitspielte. 2016 spielte sie in einer Episode der Fernsehdokuserie Fatales Vertrauen – Dem Mörder so nah mit. 2017 wirkte sie im Musikvideo zum Lied *Rendezvous von Doug Locke und Kaleena Zanders mit. 2018 hatte sie eine Besetzung im Kurzfilm City of Tales inne.

## Filmografie (Auswahl)
- 2007: True (Kurzfilm)
- 2009: Star Trek
- 2010: Date Night – Gangster für eine Nacht (Date Night)
- 2011: Vision 5 (Kurzfilm)
- 2011: Okechukwu (Kurzfilm)
- 2012: Breaking Point (Fernsehserie, 2 Episoden)
- 2012: Spread (Fernsehfilm)
- 2012: Crosshairs (Kurzfilm)
- 2012: Alone in My Bed (Kurzfilm)
- 2013: The Neighbors (Fernsehserie, Episode 1x16)
- 2014: Cuffing Season
- 2014: Stretch
- 2015: Killer Beach (The Sand)
- 2016: Fatales Vertrauen – Dem Mörder so nah (Unusual Suspects, Fernsehdokuserie, Episode 8x09)
- 2018: City of Tales (Kurzfilm)